# کریستف ژاله
کریستف ژاله (فرانسوی: Christophe Jallet‎؛ زادهٔ ۳۱ اکتبر ۱۹۸۳) بازیکن فوتبال اهل فرانسه است.
از باشگاه‌هایی که در آن بازی کرده‌است می‌توان به لوریان، پاری سن ژرمن، لیون و نیس اشاره کرد.
وی همچنین در تیم ملی فوتبال فرانسه بازی کرده‌است.